# Haussömmern
Haussömmern település Németországban, azon belül Türingiában. Lakosainak száma 208 fő (2023. december 31.).

## Népesség
A település népességének változása:
| Lakosok száma | 227  | 230  | 210  | 210  | 208  |
|               | 2017 | 2019 | 2021 | 2022 | 2023 |